# Корнилов, Юрий Константинович
Ю́рий Константи́нович Корни́лов  (24 июля 1938, Ярославль — 30 августа 2023, Ярославль) — российский психолог, профессор, кандидат психологических наук, один из основателей Ярославской психологической школы, заведующий кафедрой общей психологии факультета психологии Ярославского государственного университета (1972—2015), автор теории практического мышления.
Председатель Ярославского отделения Российского психологического общества, член Координационного совета РПО. Действительный член Международной академии психологических наук.
Член Большого Жюри Всероссийского конкурса «Золотая психея».
Aвтор 120 публикаций, организатор исследовательской команды, силами которой осуществлены хоздоговорные исследования на предприятиях России, проведены работы по грантам РГНФ, под его редакцией опубликованы 12 сборников трудов, проведены две всероссийские конференции по проблеме практического мышления. Автор 7 учебных пособий и монографий. В течение ряда лет участвовал в российско-французской программе «Когнитивное обучение» (Москва — Париж).
Награждён дипломом Фонда «Культурная инициатива» Дж. Сороса. Много лет был членом редколлегии «Психологического журнала», главный редактор «Ярославского психологического вестника», председатель Ярославского отделения Российского психологического общества.

## Биография
Корнилов Юрий Константинович родился 24 июля 1938 года в обыкновенной семье города Ярославль. Закончил школу номер 70 с серебряной медалью и поступил на физико-математический факультет Ярославского государственного педагогического университета им. К.Д. Ушинского. Окончив его и проработав несколько лет в школе-интернате, преподавая детям физику и математику, Юрий Константинович задался вопросом, почему ученики так плохо решают задачи. Углубляясь в эту тему, Юрий Константинович тесно сопрекоснулся с психологией. Получив психологическое образование, начал продвигать свою теорию и работать преподавателем психологии.
В 1970 году был открыт психологический факультет Ярославского государственного университета, одним из основателей которого стал Корнилов Юрий Константинович.

## Научная деятельность
Корнилов Юрий Константинович является автором монографий: «На пути к психологии практического мышления» (2014), «Психологические проблемы понимания» (1979), «Мышление руководителя и методы его изучения» (1982), «Мышление в производственной деятельности» (1984), «Психология практического мышления» (2000).
Основные публикации:
- Владимиров И. Ю., Корнилов Ю. К., Коровкин С. Ю. Современные теории мышления: учебное пособие. — Москва-Берлин, 2016.
- Технологии сохрания и воспроизведения когнитивного опыта / коллектив авторов. — М., 2016.
- Корнилов Ю. К. На пути к психологии практического мышления. — М., 2014.
- Психология субъективной семантики: истоки и развитие / коллектив авторов. — М., 2011.
- Корнилов Ю. К., Владимиров И. Ю., Коровкин С. Ю. Современные теории мышления: учебное пособие. — Ярославль, 2011.
- Практическое мышление: теоретические проблемы и прикладные аспекты: монография / кол. авт.; под ред. А. В. Карпова и Ю. К. Корнилова; Яросл. гос. ун-т. — Ярославль: ЯрГУ, 2007. — 440 с.
- Корнилов Ю. К. Психология практического мышления. Ярославль, 2000. — 200 с.
- Субъект и объект практического мышления. Монография / Под. ред. А. В. Карпова и Ю. К. Корнилова. — Ярославль: «Ремдер», 2004. — 320 с.
- Корнилов Ю. К. Мышление в производственной деятельности. Ярославль, 1984. — 80 с.
- Корнилов Ю. К. Психологические проблемы понимания. Ярославль, 1979.
- Корнилов Ю. К. Мышление руководителя и методы его изучения. Ярославль, 1982. — 72 с.

Юрий Константинович основал научную школу психологии практического мышления, подробно исследовал и описал феномены и закономерности экспертного мышления, различные формы опыта, в том числе ментальные модели. Его труды содержат важные и актуальные научные находки.

## Награды
- Орден Дружбы за научные и академические успехи.
- Орден Международной академии психологических наук.